# Nymphaea vaporalis
Nymphaea vaporalis är en näckrosväxtart som beskrevs av Surrey Wilfrid Laurance Jacobs och Hellq. Nymphaea vaporalis ingår i släktet vita näckrosor, och familjen näckrosväxter. Inga underarter finns listade i Catalogue of Life.